# Dán-torony (Wawel)

A Dán-torony helye a Wawelben

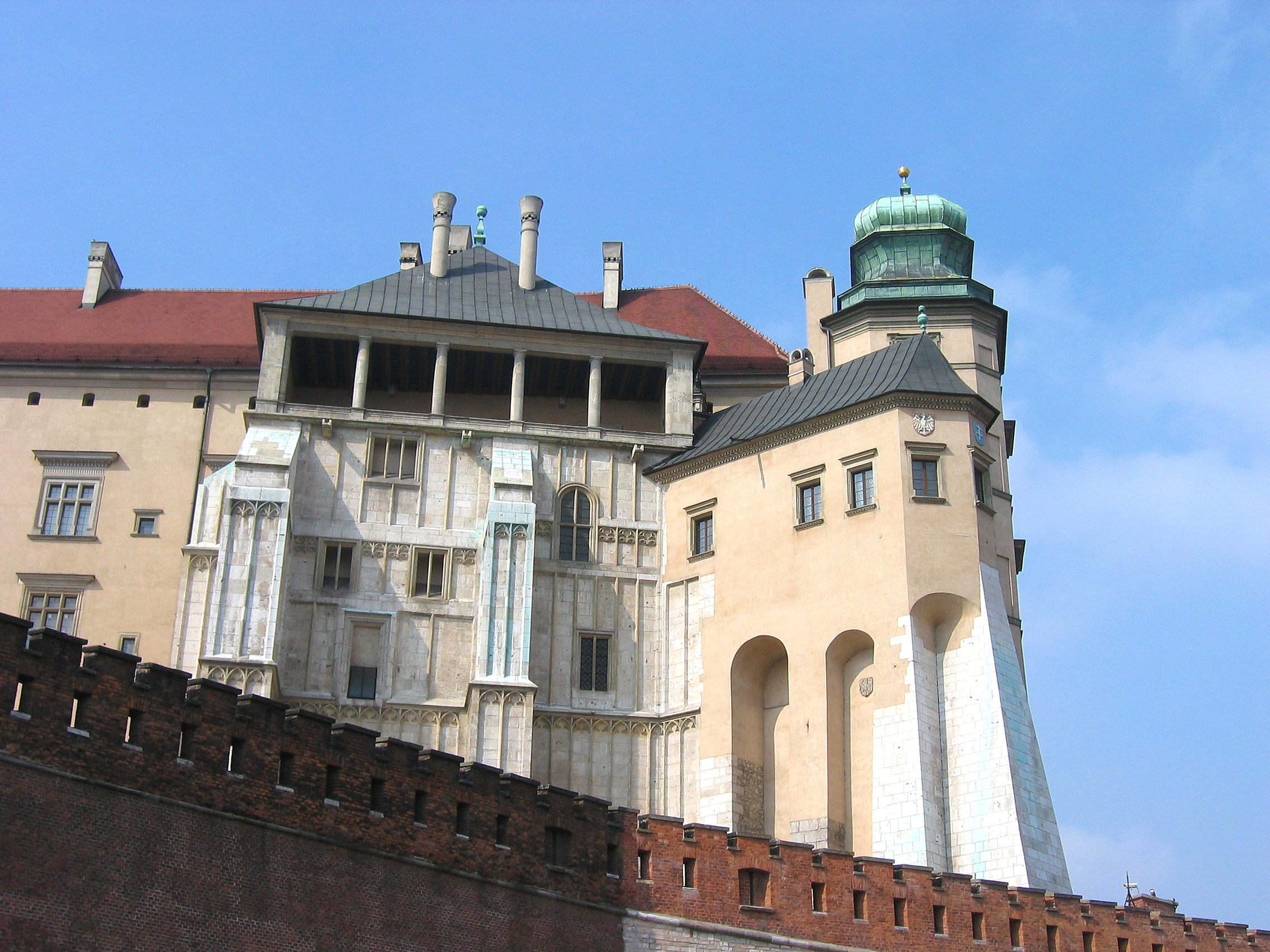
A Dán-torony (balra)

A Dán-torony vagy Duńska-torony (lengyelül: Wieża Duńska) a krakkói Wawel királyi palotájának egyik lakótornya. Az építmény a palota keleti szárnyánál helyezkedik el.
II. Ulászló lengyel király parancsára kezdték el építeni a 14. század végén. A gótikus építészet stílusjegyeit hordozza magán az épület. Nevét Pomerániai Erik dán királyról kapta, aki 1424-ben - Zofia Holszańska, II. Ulászló negyedik feleségének királynévá koronázásakor - ebben az épületrészben élt.